# Sasaguri
Sasaguri (篠栗町?) è una cittadina giapponese della prefettura di Fukuoka.